# Dianthus thunbergii
Dianthus thunbergii là loài thực vật có hoa thuộc họ Cẩm chướng. Loài này được S.S.Hooper mô tả khoa học đầu tiên năm 1959.